# Matthew Sophia
Matthew Sophia (* 17. Dezember 2003 in Willemstad, Curaçao) ist ein niederländischer Hürdenläufer, der sich auf den 110-Meter-Hürdenlauf spezialisiert hat.

## Sportliche Laufbahn
Erste internationale Erfahrungen sammelte Matthew Sophia bei den CARIFA Games 2019 in George Town, bei denen er in 13,64 s die Bronzemedaille über 110 m Hürden gewann und im Hochsprung mit 2,00 m in der U17-Altersklasse siegte. 2021 gewann er bei den U20-Europameisterschaften in Tallinn in 13,26 s die Silbermedaille über 110 Hürden sowie in 40,07 s auch mit der niederländischen 4-mal-100-Meter-Staffel. Im Jahr darauf siegte er bei den CARIFTA Games in Kingston in 13,74 s über 110 m Hürden und schied im 100-Meter-Lauf mit 10,72 s im Halbfinale aus. Anschließend gewann er bei den U20-Weltmeisterschaften in Cali in 13,34 s die Bronzemedaille im Hürdenlauf und gelangte mit der Staffel mit 39,90 s auf Rang sieben. Zudem begann er im selben Jahr ein Studium an der Louisiana State University in den Vereinigten Staaten. 2023 belegte er bei den Zentralamerika- und Karibikspielen (CAC) in San Salvador in 13,85 s den vierten Platz über 110 m Hürden und 2025 kam er bei den U23-Europameisterschaften in Bergen im Finale nicht ins Ziel. Zudem belegte er dort im Staffelbewerb in 39,17 s den fünften Platz.
2024 wurde Sophia niederländischer Meister im 110-Meter-Hürdenlauf.

## Persönliche Bestleistungen
- 110 m Hürden: 13,37 s (+0,2 m/s), 5. Juni 2024 in Eugene
  - 60 m Hürden (Halle): 7,67 s, 7. Februar 2024 in Fayetteville